# Karme
Karme (altgriechisch Κάρμη Kármē, latinisiert Carme) ist in der griechischen Mythologie eine kretische Nymphe und Halbgöttin der Getreideernte.
Sie war die Tochter von Eubuleus, dem Halbgott des Pflügens. Als eine der zahlreichen Geliebten von Zeus gebar sie die Tochter Britomartis.
Nach ihr wurde der Jupiter-Mond Carme benannt.